# Gefrierätztechnik
Die Gefrierätztechnik (syn. Gefrierbruchtechnik) ist ein Verfahren zur Herstellung von elektronenmikroskopischen Präparaten. Sie wird vor allem zur Untersuchung der Membranstrukturen in Zellen eingesetzt. Die Grundlage unserer modernen Vorstellung von Zellmembranen ist das Konzept der Lipiddoppelschicht von Gorter und Grendel. Das Danielli-Davson-Robertson-Modell des Lipid-Doppellayers ergänzt das ursprüngliche Konzept um die Annahme, dass die Membranen Proteine enthalten. Diese Zusatzannahme erklärt die niedrige gemessene Oberflächenspannung von realen biologischen Membranen im Gegensatz zu den Modellrechnungen aufgrund der Annahme von Gorter und Grendel. Robertson prägte den heute noch üblichen Begriff der „Einheits-Membran“. Experimentelle Beweise für die Existenz der Doppelschicht wurden durch verschiedene Verfahren erbracht. 
Die Gefrierbruchtechniken gelten als der sicherste Hinweis für die Annahme der Robertsonschen Einheitsmembran. Dabei werden Zellbestandteile oder Modellmembranen sehr schnell gefroren, gebrochen und dann durch Sublimation des Eises geätzt. Um die Proben in der Rasterelektronenmikroskopie sichtbar zu machen, werden sie sodann mit einem Schwermetall bedampft und der hauchdünne Metallfilm wie ein Oberflächenabdruck im Mikroskop dargestellt. Da bei der Gefrierbruchtechnik die Membranen teilweise in ihrer inneren Ebene gespalten werden, zeigen die erhaltenen Bilder die intra- und extrazellulären Anteile der Membran und ihre jeweiligen Proteinbestandteile. Aufgrund der durch dieses Verfahren erhaltenen Daten konnte das Modell der Robertsonschen Einheitsmembran bestätigt und von Singer und Nicolson durch das sogenannte Fluid mosaic-Modell erweitert werden.
Die Technik wurde in den 1960er Jahren von Kurt Mühlethaler und Hans J. Moor an der ETH Zürich entwickelt.